# بروار متوج أحمر
البروار المتوج الأحمر (الإسم العلمي: Paroaria gularis) هو طائر صغير في أمريكا الجنوبية. ينتمي إلى جنس البروار.

## التصنيف
في عام 1760 قام عالم الحيوان الفرنسي ماثورين جاك بريسون بتضمين وصف للبروار المتوج الأحمر في ملحق كتابه Ornithologie بناءً على عينة تم جمعها في «أمريكا». استخدم الاسم الفرنسي Le cardinal d'Amérique والاسم اللاتيني Cardinalis americanis. على الرغم من أن بريسون صاغ الأسماء اللاتينية، إلا أنها لا تتوافق مع التسمية الثنائية ولا تعترف بها اللجنة الدولية لتسميات الحيوان. عندما قام عالم الطبيعة السويدي كارل لينيوس في عام 1766 بتحديث نظامه الطبيعي Systema Naturae للإصدار الثاني عشر، أضاف 240 نوعًا سبق أن وصفها بريسون في كتابه Ornithologie. كان أحدها البروار المتوج الأحمر. تضمن لينيوس وصفًا مقتضبًا، وصاغ الاسم الثنائي تاناغرا غولاريس واستشهد بعمل بريسون. تم وضع هذا النوع الآن في جنس البروار الذي أدخله عالم الطيور الفرنسي تشارلز لوسيان بونابرت في عام 1832.
يصنف جنس البروار في عائلة التناجر.

## وصف

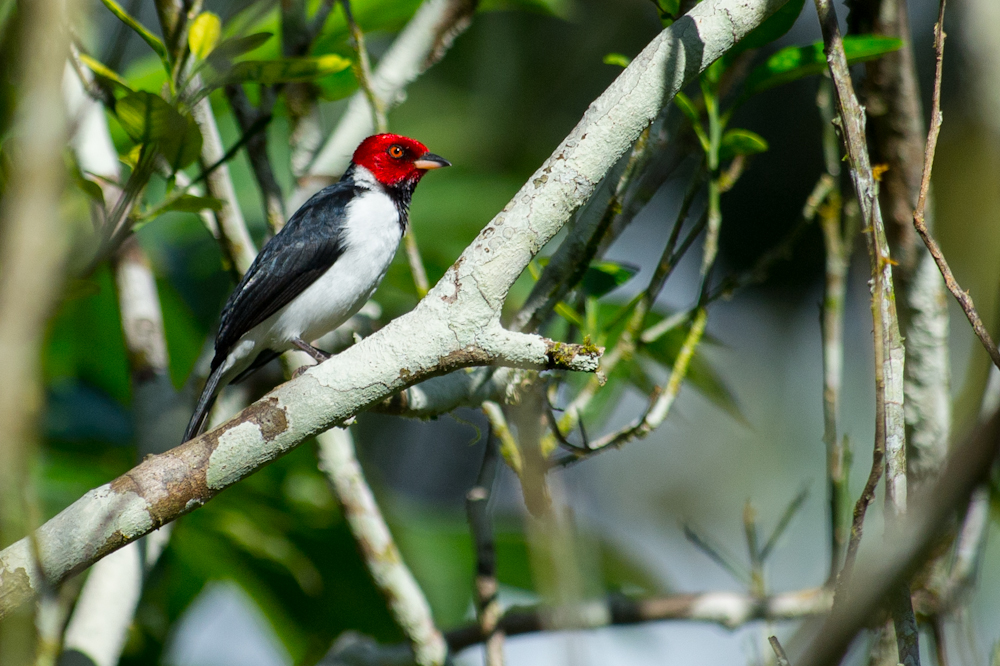

يبلغ طول البروار المتوج الأحمر البالغ 16.5 سـم (6.5 بوصة) ويزن حوالي 22 غ (0.78 أونصة). الأنواع الفرعية لها رأس قرمزي، وتقرحات سوداء ومنطقة عينية، وأجزاء علوية سوداء لامعة، بصرف النظر عن طوق أبيض جزئي يمتد إلى أعلى جوانب العنق من الأجزاء السفلية البيضاء. الحلق أسود يمتد إلى نقطة في أعلى الصدر. الفك العلوي أسود اللون، بينما الجزء السفلي شاحب اللون. الأرجل رمادية داكنة (سوداء تقريبا) والقزحية برتقالية بنية. في النمط، يشبه اليافع الكبار، ولكن الأجزاء العلوية بنية داكنة، والرأس مصفر بني غامق (أغمق على الغطاء)، والمنقار أسود بالكامل والقزحية شاحبة، صفراء قشدية باهتة.

## التوزيع والسكن
يتواجد في الأراضي المنخفضة في غيانا وفنزويلا وشرق كولومبيا وشرق الإكوادور وشرق بيرو وشمال وشرق بوليفيا وحوض الأمازون في البرازيل.
هذا طائر من المستنقعات وأشجار المنغروف وفارزيا وغيرها من المناطق شبه المفتوحة بالقرب من المياه. إنه شائع بشكل عام، ويتواجد حتى في الموائل الرطبة ذات الأشجار الخفيفة في البلدات أو المدن (على سبيل المثال ماناوس وبويرتو مالدونادو).

## السلوك
يتغذى البروار المتوج الأحمر على الحشرات والأرز والفاكهة. عادة ما توجد في أزواج أو مجموعات عائلية واضحة. إذا كان هناك موسم تكاثر محدد جيدًا، فإنه يمتد على مدار العام. هذا النوع يتكاثر على الأقل من يونيو إلى سبتمبر في شمال أمريكا الجنوبية.